# Крукстон (Небраска)
Крукстон (енгл. Crookston) град је у америчкој савезној држави Небраска.

## Демографија
По попису из 2010. године број становника је 69, што је 29 (-29,6%) становника мање него 2000. године.
| Група             | 2000.      | 2010.      |
| Белци             | 94 (95,9%) | 62 (89,9%) |
| Афроамериканци    | 0 (0,0%)   | 0 (0,0%)   |
| Азијати           | 0 (0,0%)   | 0 (0,0%)   |
| Хиспаноамериканци | 0 (0,0%)   | 0 (0,0%)   |
| Укупно            | 98         | 69         |